# Бургундская правда

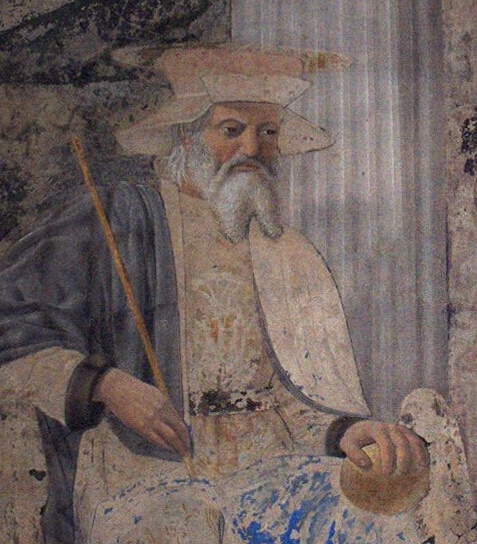
Портрет святого короля Сигизмунда Бургундского

«Бургундская правда» (фр. Loi gombette, лат. Lex Burgundionum) — собрание законодательных актов бургундов 2-й половины V века — начала VI века. Относится к так называемым варварским правдам. Основные тексты Бургундской Правды записаны впервые около 490 года при короле Гундобаде (отсюда происходит название кодекса — лат. Lex Burgundionum; фр. Loi gombette). В дальнейшем они подверглись переработке и дополнениям. Бургундская Правда испытала сильное влияние римского права, но основой для неё послужило обычное право древнегерманского племени бургундов. Оно регламентировало важнейшие стороны жизни бургундского общества и его взаимоотношение с галло-римским населением.

## Исторический обзор
Бургундское королевство является одним из ранних германских королевств, которые существовали в Римской империи. В конце V — начале VI веков, бургундские короли Сигизмунд и Гундобад составили и кодифицировали законы, регулирующие общественный строй варварских племён, а также строй римлян, живущих среди них. Законы, регулирующие общественные отношения самих бургундов, назывались Lex Burgundionum, в то время как законы, регулирующие римский строй, были известны как Lex Romana Burgundionum. Оба закона сохранились. Законы кодифицированы в бургундский кодекс и отражают слияние немецкой племенной культуры с римской системой правления. Существование Бургундской правды поспособствовало и позволило существовать отношениям между разными народами, которые ранее были врагами.
Римляне последовательно вступали в союзы с некоторыми варварскими племенами за пределами Империи, направляя их против конкурирующих варварских племен и действуя с девизом в политике «разделяй и властвуй». Римляне использовали эти племена для военной поддержки или как легионеров-новобранцев. Такое объединение называлось Федераты. Бургунды были одним из таких племён; в 406 году римский император Гонорий пригласил их присоединиться к Римской империи. Бургундцы вскоре были разбиты гуннами, однако при Гундиохе получили землю возле Женевского озера (443—474 годы) для создания второго федеративного королевства в Римской империи в 443 г. Люди Гундиоха получили одну треть римских рабов и две трети земли на римской территории. Бургундцам также было разрешено создать независимое королевство внутри империи и удалось получить номинальную защиту Рима за их согласие защищать их территории от захватчиков. Такие договорные отношения между бургундами и римлянами предоставляли некое юридическое и социальное равенство.
Сын Гундиоха Гундобад (474—516 годы) начал работу по кодификации законов его королевства в 483 году, которую завершил его сын и преемник Сигизмунд (516—532). Законы содержали в себе вопросы, связанные, в основном, с наследованием и денежными компенсациями за телесные повреждения. Ранние издания и более поздние дополнения вместе составляют Бургундскую Правду. Позднее, в 523 году франки начали нападать на бургундов и полностью разгромили их в 534 году, когда брат Сигизмунда Годомар (532—534) бежал и оставил королевство. Оно впоследствии было разделено между франкскими правителями. Тем не менее франки продолжили использовать бургундский закон.

## Содержание документа
Бургундская правда состоит из двух законов — более раннего Закона Гундобада (лат. Liber Constitutionum sive Lex Gundobada) и дополнительных актов (лат. Constitutiones Extravagantes). Обе части предназначены для регулирования межличностных отношений граждан. Закон Гундобада (главы II-XLI) — это сборник существующих правовых обычаев, которые были приняты в качестве законов. Поздние дополнения (главы LXXXVIII-CV), которые, как считается, были написаны в основном Сигизмундом, являлись более риторическими. Они начинались с общих правовых принципов и фиксировали, как, с точки зрения короля, должны решаться конфликтные ситуации.
В смешивании бургундских и римских законов проявляется конфликт между обычаями и статутным правом. Римское влияние прослеживается в самом акте записи традиционных обычаев в форме германского права — по словам Эдуарда Петерса римские идеалы восторжествовали, когда король Гундобад начал группировать традиционные законы своего народа для кодификации. Персональные действия короля Гундобада в кодификации законов можно рассматривать как важное изменение в германской культуре — возникновение фигуры короля как верховного судьи и законодателя. Бургунды уже имели традиции и законы для урегулирования споров между людьми, однако римляне привнесли организованную структуру для создания законной власти.
Большое внимание в кодексе уделено денежному возмездию за умышленный физический вред здоровью. Для урегулирования конфликтов применялись денежные штрафы, а не физическое наказание или смертная казнь, для того, чтобы предотвратить кровную месть между двумя членами племени. Наряду с денежной компенсацией физического ущерба, бургундский кодекс узаконивал вергельд — денежную компенсацию за убийство свободного человека.
Наследственные законы Бургундской Правды были основаны на обычаях племён и укрепляли передачу земли строго по семейной преемственности, что сильно отличалось от Римского права, где были возможны покупка и продажа собственности.